# 马特·汉考克
马修·约翰·戴维·汉考克（英語：Matthew John David Hancock；1978年10月2日—），漢名夏國賢，是英國保守黨的黨員，曾任英國衛生大臣。自2010年英國大選後擔任英国下议院西薩福克選區國會議員。

## 卫生大臣
2018年，随着英国史上卫生大臣任期最久的杰里米·亨特转任外交大臣，汉考克经英国时任首相特蕾莎·梅任命为卫生及社会关怀大臣，并在鲍里斯·约翰逊接任英国首相后留任。
汉考克的卫生大臣任期经历了新型冠状病毒疾病疫情肆虐，这也使得他的卫生大臣职位备受关注和挑战。2020年3月27日，汉考克与首相约翰逊一同被检测为阳性，但症狀輕微，其後按指引進行家居隔離。翌月22日，康復後親身到國會，發表聲明並接受質詢。
在疫情肆虐所造成的国内广泛担忧下，汉考克提出了在卫生部下成立一个卫生保障部门的想法。此后，英国卫生部的下属机构英国卫生安全局（UKHSA），与2021年4月在汉考克任内成立。该机构接替了原有部门英格兰公共卫生署保健方面的职能。而实际上这一机构的运作则是在其继任者萨吉德·贾维德接任后才正式开始。
2021年6月，《太陽報》发布了汉考克在5月6日与其委任的幕僚贴身接吻的照片，两人各自均有家庭，而且時值2019冠狀病毒病疫情，當時他自己制定的社交距離措施仍然禁止和非同住的人有任何身體接觸。随后汉考克道歉，称自己违反了疫情期间的社交距离规定，英揆約翰遜接受道歉，並形容事件已告一段落。然而，要求他辞职的呼声不断。同月26日，汉考克向約翰遜請辭，後者表示對其辭呈感到遺憾，同時答謝其支持，認為汉考克應該為自己的成績感到自豪。
2022年11月1日，马特·汉考克因即将参加一档明星真人秀电视节目被保守党停职。

## 外部連結
- 馬修·漢考克官方網站

| 大不列颠及北爱尔兰联合王国国会 | 大不列颠及北爱尔兰联合王国国会            | 大不列颠及北爱尔兰联合王国国会        |
| ------------------------------ | ----------------------------------------- | ------------------------------------- |
| 前任者： 理查德·斯普林         | 英國下議院西薩福克議員 2010年－           | 現任                                  |
| 官衔                           |                                           |                                       |
| 前任者： 約翰·海斯             | 技能及企業國務大臣 2013年－2014年         | 繼任者： 尼古拉斯·博爾斯              |
| 前任者： 房應麟                | 商業及企業國務大臣 2014年－2015年         | 繼任者： 安娜·苏布里 為小企業國務大臣 |
| 前任者： 房應麟                | 能源國務大臣 2014年－2015年               | 繼任者： 利雅華                       |
| 前任者： 房應麟                | 朴茨茅斯國務大臣 2014年－2015年           | 繼任者： 馬克·弗朗索瓦                |
| 前任者： 麥浩德                | 內閣辦公室部長 2015年－2016年             | 繼任者： 本·格默                      |
| 前任者： 麥浩德                | 財政部主計長 2015年－2016年               | 繼任者： 本·格默                      |
| 前任者： 卡倫·布拉德利         | 數碼、文化、傳媒及體育大臣 2018年－2018年 | 繼任者： 杰里米·赖特                  |
| 前任者： 杰里米·亨特           | 衛生及社會關懷大臣 2018年－2021年         | 繼任者： 薩吉德·賈偉德                |